# Choi Kyung-ju
Pour les articles homonymes, voir Choi.
Dans ce nom coréen, le nom de famille, Choi, précède le nom personnel.
Choi Kyung-Ju, né le 19 mai 1970, est un golfeur professionnel sud-coréen évoluant sur le PGA Tour.

## Biographie
Choi passe professionnel en 1994 et rejoint le PGA Tour en 2000. Il est le premier golfeur coréen à obtenir sa carte pour évoluer sur le tour américain et le premier coréen à y remporter un tournoi. En 2011, il joue un rôle dans le film Seven Days in Utopia réalisé par Matt Russell.

## Palmarès

### Asian Tour(4)
- 1996 : Open de Corée
- 1999 : Open de Corée
- 2003 : SK Telecom Open
- 2005 : SK Telecom Open

### Japan Golf Tour(2)
- 1999 : Kirin Open, Ube Kosan Open

### PGA Tour(8)
- 2002 : Classic de la Nouvelle-Orléans, Tampa Bay Classic
- 2005 : Classic de Greensboro
- 2006 : Chrysler Championship
- 2007 : Memorial Tournament, AT&T National
- 2008 : Sony Open d'Hawaii
- 2011 : TPC Sawgrass (Ponte Vedra Beach, Florida)

### Tour européen(1)
- 2003 : Linde Masters d'Allemagne